# Stewardson (Illinois)
Stewardson – wieś w Stanach Zjednoczonych, w stanie Illinois, w hrabstwie Shelby.